# Christine Leunens
Christine Leunens (Hartford, 29 december 1964) is een Nieuw-Zeelandse-Belgisch schrijfster en gewezen fotomodel.

## Biografie
Christine Leunens werd in 1964 geboren in Hartford (Connecticut)  als de dochter van een Italiaanse moeder en een Belgische vader. Ze is de kleindochter van de Vlaamse kunstenaar Guillaume Leunens (1914–1990). In haar kinderjaren reisde ze regelmatig tussen België en Amerika. Als tiener verhuisde ze naar Frankrijk, waarna ze aan de slag ging als fotomodel. Ze poseerde voor bekende tijdschriften en modehuizen als Vogue, Marie Claire, Givenchy, Pierre Balmain en Paco Rabanne. Daarnaast acteerde ze in reclamespots voor onder meer Mercedes-Benz en Suzuki. Sinds 2006 woont ze met haar echtgenoot en drie kinderen in Nieuw-Zeeland.
Ze behaalde een bachelor in Franse literatuur aan de Universiteit van North Carolina en een master in Engelse en Amerikaanse literatuur aan Harvard.

## Carrière
In de jaren 1990 begon Leunens aan een carrière als schrijfster. In 1999 bracht ze met Primordial Soup (Nederlands: Vlees) haar eerste roman uit. In de daaropvolgende jaren schreef ze ook de romans Caging Skies (2008) en A Can of Sunshine (2013). Caging Skies werd later door de Nieuw-Zeelandse regisseur Taika Waititi verfilmd onder de titel Jojo Rabbit (2019).